# May Pen
May Pen è un comune (town) della Giamaica, situato nella parrocchia di Clarendon, della quale è il capoluogo.